# Fallout 3
Fallout 3 là một trò chơi điện tử thể loại hành động nhập vai phát triển và phát hành bởi Bethesda Game Studios cho các hệ máy tính cá nhân, PlayStation 3 và Xbox 360. Đây là trò chơi chính thức thứ ba trong dòng trò chơi Fallout. Fallout 3 lấy bối cảnh hậu tận thế sau cuộc chiến tranh hạt nhân với thế giới đã bị hủy diệt sau Cuộc Chiến Vĩ Đại chỉ diễn ra trong vài giờ vào nửa cuối thế kỷ 21, lấy thời điểm năm 2277 tức 36 năm sau những sự kiện diễn ra ở Fallout 2. Trò chơi đã được phát hành tại Bắc Mỹ, châu Âu, Úc cũng như Nhật Bản.
Người chơi sẽ vào vai một người dân đang sinh sống trong hệ thống đường hầm Vault 101, một trong những hệ thống được xây dựng để làm nơi cư ngụ cho 1.000 người để tránh sự tuyệt diệt khi cuộc chiến hạt nhân xảy ra. Khi người cha của nhân vật biến mất trong một tình huống bí ẩn, thì người chơi sẽ bắt đầu cuộc chạy trốn ra khỏi hệ thống dường ngầm để lên mặt đất nơi mà chỉ còn là một mảnh đất hoang với những sinh vật đột biến nguy hiểm cùng những người sống sót thù địch để bắt đầu chuyến phiêu lưu tìm lại cha của mình. Với bối cảnh tại Washington, D.C vốn chỉ còn là một đống phế tích khi đó, người chơi sẽ phải đi qua nhiều khu vực khác nhau đến những nơi có cư dân sinh sống để tìm hiểu tin tức về cha của mình. Yếu tố hành động của trò chơi thể hiện thông qua những cảnh chiến đấu với các loại vũ khí khác nhau cũng như bắn súng với góc nhìn thứ nhất hay thứ hai và yếu tố nhập vai thể hiện qua hệ thống giao tiếp cũng như lên cấp sau khi hoàn thành nhiệm vụ hoặc chiến thắng trong một trận chiến. Ngoài ra trò chơi cũng có yếu tố chiến thuật với hệ thống chiến đấu V.A.T.S hỗ cho người chơi trong những tình huống nguy cấp, trong hệ thống này các cảnh chiến đấu sẽ sử dụng hiệu ứng giống như phim với cảnh viên đạn rời khỏi nòng súng, những vũ khí được ném đi và bay đến mục tiêu hay nhân vật chính sẽ xông vào cận chiến... Trong trò chơi người chơi cũng sẽ có được sự hỗ trợ của những người bạn đồng hành (nếu muốn) và mỗi nhân vật sẽ có một khả năng khác nhau cũng như cũng sẽ có kết thúc riêng.
Từ khi được phát hành trò chơi đã nhận được nhiều đánh giá tích cực khác nhau cũng như nhận được nhiều giải thưởng. Cách chơi mở, nhiều kết thúc khác nhau cũng như nhiều hướng phát triển nhân vật khác nhau đã nhận được nhiều lời khen. Theo báo cáo của NPD Group thì trò chơi đã bán được 610.000 bản trong tháng đầu phát hành vượt trò chơi trước đó của Bethesda Softworks là The Elder Scrolls IV: Oblivion với khoảng 500.000 bản tiêu thụ trong tháng đầu phát hành. Tính từ ngày phát hành từ tháng 10 cho đến hết năm 2008 thì trò chơi đã phân phối đi 4,7 triệu bản. Phiên bản độc lập có tựa Fallout: New Vegas đã phát hành vào ngày 19 tháng 10 năm 2010 và phiên bản nối tiếp là Fallout 4 đã được công bố và phát hành vào năm 2015.

## Phát triển
Ban đầu Fallout 3 được Black Isle Studios phát triển với tên Van Buren, đây là hãng nổi tiếng với hai trò chơi Fallout và Fallout 2 và thuộc về Interplay Entertainment. Khi Interplay Entertainment bị đứng trước nguy cơ phá sản và đóng cửa trước khi trò chơi được hoàn tất thì bản quyền của dòng Fallout đã được bán cho Bethesda Softworks, một hãng cũng nổi tiếng với dòng The Elder Scrolls. Tuy nhiên Bethesda đã quyết định phát triển Fallout 3 lại từ đầu với công nghệ và cốt truyện của riêng mình chứ không tiếp tục phát triển Van Buren.
Bethesda Softworks đã bắt đầu phát triển Fallout 3 từ tháng 7 năm 2004, nhưng công việc chính chỉ bắt đầu sau khi trò chơi The Elder Scrolls IV: Oblivion cùng các bản mở rộng được hoàn tất và phát hành. Bethesda Softworks đã quyết định làm Fallout 3 thành trò chơi giống với trò chơi vừa phát hành trước đó với cách chơi cũng như cốt truyện phi tuyến tính. Bethesda đã định hướng trò chơi sẽ được xếp loại M theo ESRB với những cảnh máu me bạo lực đặc trưng của dòng Fallout. Fallout 3 sử dụng game engine có tên Gamebryo vốn được sử dụng trong Oblivion và một nhóm chuyên để thực hiện trò chơi này đã được thành lập.
Bethesda đã tuyên bố rằng trò chơi "vẫn sẽ hay như mọi khi" vào tháng 2 năm 2007 nhưng không công bố bất kỳ thông tin cũng như đánh giá nào thêm cho đến cuối năm. Pete Hines trong nhóm phát triển đã nói rằng trò chơi sẽ được phát triển trên nhiều hệ máy.
Phần âm nhạc của Fallout 3 đã thỏa thuận về bản quyền để sử dụng các bài hát của các nhóm nhạc nổi tiếng tại Hoa Kỳ trong những năm 1940 và Inon Zur cũng được mời tham gia soạn nhạc nền cho trò chơi. Việc lồng tiếng cho trò chơi được sự tham gia của rất nhiều các diễn viên lồng tiếng chuyên cho phim và trò chơi điện tử.
Trò chơi có 5 phiên bản mở rộng có thể tải về là Operation: Anchorage, The Pitt, Broken Steel, Point Lookout và Mothership Zeta. Mỗi phiên bản đều có thêm các nhiệm vụ, địa điểm và nhiều vật dụng mới. Những phiên bản mở rộng này được dự định ban đầu là chỉ phát hành cho các phiên bản của hệ Xbox và máy tính. Tuy nhiên sau đó tất cả các bản mở rộng đều đã được phát hành cho tất cả các hệ máy.

## Đón nhận

### Đánh giá
Fallout 3 đã nhận được nhiều đánh giá tích cực kể từ khi được phát hành với sới số điểm trung bình tại GameRankings là 92,79% cho hệ Xbox 360, 90,77% cho hệ máy tính cá nhân và 90,06% cho hệ PlayStation 3. Demian Linn tại 1UP.com đã khen cách kết thúc mở cũng như cách phát triển và nâng cấp nhân vật của trò chơi. Trong khi hệ thống chiến đấu V.A.T.S. được xem là "thú vị", những đối thủ trong trò chơi bị nói là không có độ chính xác khi chiến đấu lúc bắn nhau cũng như không có nhiều loại đối thủ khác nhau. Bài đánh giá nói rằng Fallout 3 là "Một trong những trò chơi cực kỳ tham vọng vốn không xuất hiện thường xuyên". Erik Brudvig tại IGN thì khen việc "tối thiểu hóa" việc thiết kế âm thanh với nhận xét "Bạn có thể thấy xung quanh mình chẳng có gì cả ngoài tiếng gió thổi vào các thân cây mục nát và tung bụi vào không trung bay qua vùng đất bằng phẳng khô cằn... Fallout 3 đã chứng minh rằng sự trống rỗng cũng có thể hàm chứa nhiều thứ". Bài nhận xét đánh giá "Chủ nghĩa hiện thực xuất hiện nhiều đến bất thường" kết hợp với "Những mẫu đối thoại xuất hiện không giờ dứt" đã tạo ra "Một trong những kinh nghiệm tương tác đủ cho cả một cuộc sống". Mike Fahey tại Kotaku đã nhận xét "Trong khi Inon Zur đã tạo ra cả một bản anh hùng ca vĩ đại, thì ngôi sao âm nhạc chính của Fallout 3 là những bản nhạc trong những năm 1940". Will Tuttle tại GameSpy thì nhận xét là "Cốt truyện lôi cuốn, trình bày một cách hoàn hảo cùng hàng trăm giờ với cách chơi cuốn hút". Cho dùng tạp chí Edge chỉ đánh giá trò chơi là 7 trên 10 thì trong buổi lễ kỷ niệm của mình tạp chí đã xếp trò chơi ở hạng 37 trong danh sách "100 trò chơi hay nhất cho đến thời điểm hiện tại" với nhận xét "Fallout 3 đã được trao quyền, đã tham gia và đã giành được các danh hiệu mà rất ít trò chơi từng đạt được".
Cũng có các phàn nàn về các lỗi trong các hiệu ứng vật lý, bị văng ra ngoài và một số nhiệm vụ bị rối thậm chí bị kẹt không thể hoàn tất. Trí tuệ nhân tạo có vấn đề cùng các thiết kế nhân vật thô cứng cũng là một trong những điểm bị phàn nàn nhiều nhất. Tạp chí Edge đã nói rằng "Trò chơi có thiết kế phức tạp đến nỗi không có khả năng thực hiện đầy đủ các hiệu ứng một cách thường xuyên", một số vấn đề đối với góc nhìn, giao diện cùng như các vấn đề khác của Oblivion cũng có ở Fallout 3. Edge nói cốt truyện chính rất hay nhưng cũng nói "Cốt truyện không hẳn phù hợp để làm ý tưởng cho nền tảng trò chơi" và "Việc lồng tiếng lại càng không phù hợp" với các tình tiết đang diễn ra.
Tính từ ngày phát hành từ cuối tháng 10 cho đến hết năm 2008 thì trò chơi đã phân phối đi 4,7 triệu bản. Theo thống kê của NPD Group thì phiên bản Xbox 360 đã bán được 1,14 triệu bản, phiên bản PlayStation 3 bán được 552.000 bản trong tháng 1 năm 2009. Phiên bản trên Xbox 360 đã đứng hạng 14 trong các trò chơi bán chạy nhất trên hệ này vào tháng 12 năm 2008 trong khi phiên bản PlayStation 3 thì đứng hạng 8.

### Danh hiệu
Fallout 3 đã đoạt nhiều danh hiệu sau khi xuất hiện trong hội chợ giải trí điện tử (E3) năm 2007. IGN đã trao danh hiệu Trò chơi của E3 năm 2007 và GameSpot thì trao danh hiệu Trò chơi nhập vai hay nhất tại E3 năm 2008. Sau buổi trình diễn của trò chơi trong hội chợ giải trí điện tử năm 2008 thì IGN đã thêm các danh hiệu Trò chơi nhập vai hay nhất, Trò chơi trên hệ máy tay cầm hay nhất và Trò chơi hay nhất buổi trình diễn. Game Critics Awards đã trao danh hiệu Trò chơi nhập vai hay nhất và Hay nhất trong buổi trình diễn, GamePro thì trao danh hiệu Trò chơi trên hệ máy tính cá nhân của năm.
Sau khi được phát hành Fallout 3 cũng đã đoạt tiếp các danh hiệu từ các nhà báo cũng như các trang mạng. Game Developers Choice Awards đã trao danh hiệu Trò chơi của năm và Cốt truyện hay nhất năm 2009. Trò chơi cũng đã nhận danh hiệu Trò chơi của năm tại IGN, GamesRadar, GameSpy, UGO Networks, Gamasutra và Golden Joystick Awards. Trò chơi cũng đã giành được danh hiệu Trò chơi Xbox 360 của năm tại Official Xbox Magazine, GameSpy và IGN trong khi giành danh hiệu Trò chơi máy tính cá nhân của năm tại GameSpy, GameTrailers và GameSpot, GameTrailers và GameSpot sau đó còn trao thêm danh hiệu Trò chơi nhập vai hay nhất cho Fallout 3.
Vào cuối năm 2009, IGN đã xếp Fallout 3 vào mục Trò chơi điện tử và máy tính hay nhất của thập kỷ (2000–2009), với việc trò chơi được xếp hàng đầu trong năm 2008 và hạng 7 trong các trò chơi phát hành trong thập kỷ.

### Chỉ trích
Sau khi được phát hành một thời gian ngắn, trò chơi đã nhận nhiều than phiền vì vô số lỗi cũng như việc bị treo và văng ra ngoài liên tục, trò chơi chỉ trở nên ổn định khi có các bản vá và nâng cấp sau đó. Ngay cả IGN cũng khuyến cáo "Lưu ý rằng bạn có thể gặp một số lỗi và bị văng ra ngoài".
Trước khi phát hành tại Úc trò chơi suýt bị cấm bởi Ủy ban phân loại Úc do có quá nhiều tên gọi của các loại thuốc kích thích giống với thực tế cũng như có các cảnh sử dụng thuốc. Bethesda Softworks đã phải chỉnh sử phiên bản phát hành quốc tế của mình với các tên thuốc được chỉnh sửa lại cho "viễn tưởng" hơn cũng như cắt bỏ cảnh sử dụng thuốc.
Tại Nhật Bản trò chơi cũng suýt bị cấm bởi tổ chức đánh giá trò chơi điện tử tại Nhật Bản do có nhiều cảnh gợi nhớ lại hai vụ thả bom nguyên tử vào Nhật Bản. Cũng như việc người chơi có thể tấn công bất cứ ai nên trò chơi đã bị xếp vào hàng chỉ dành cho người trưởng thành (18+). Đồng thời vũ khí "Fat Man" đã phải đổi thành "Nuka Launcher" do tên giống với trái bom nguyên tử đã thả xuống thành phố Nagasaki của Nhật Bản.
Tại Ấn Độ trò chơi đã bị cấm phát hành có thể vì lý do tôn giáo, tên gọi của loài bò hai đầu trong trò chơi quá giống với đạo Brahmin (Bà-la-môn) cũng như hình ảnh của chúng quá giống loài bò Zebu loài bò được tôn thờ bởi người theo đạo Hindu và việc sát hại loài bò này là phạm thượng.